# Särestönvaara
Särestönvaara är en kulle i Finland. Den ligger i Kittilä kommun i landskapet Lappland, i den norra delen av landet, 800 km norr om huvudstaden Helsingfors. Toppen på Särestönvaara är 232 meter över havet.
Terrängen runt Särestönvaara är huvudsakligen platt. Särestönvaara ligger uppe på en höjd som går i öst-västlig riktning. Trakten runt Särestönvaara är nära nog obefolkad, med mindre än två invånare per kvadratkilometer.